# Mary Cheney
Mary Cheney, född 14 mars 1969 i Madison, Wisconsin, är en amerikansk politiker och författare. Hon är dotter till den tidigare amerikanske vicepresidenten Dick Cheney, och var medarbetare åt denne 2004. I maj 2006 publicerade hon sin självbiografi,  Now It's My Turn.

## Biografi
Cheney föddes 1969 i Madison, Wisconsin, som dotter till USA:s före detta vicepresident Dick Cheney och litteraturvetaren Lynne Cheney. De flyttade till McLean, Virginia, där Cheney växte upp och gick i high school. 1992 träffade hon sin partner Heather Poe. De gifte sig 22 juni 2012, har två barn och bor i Virginia.
Mary Cheney var medarbetare till Dick Cheney i kampanjen för återval till vicepresidet 2004. Mary Cheneys homosexualitet har fått politisk sprängkraft eftersom det republikanska partiet då arbetade för ett grundlagsförbud mot samkönade äktenskap. Efter tiden som vicepresident har Dick Cheney gett stöd till samkönat äktenskap, medan systern Liz Cheney inte gjort det, vilket lett till osämja mellan de två systrarna.
Efter presidentvalet 2004 var Mary Cheney borta från uppmärksamheten fram till maj 2006 då hon publicerade sin självbiografi, Now It's My Turn. 